# Szentgyörgyi Ferenc (író)
Szentgyörgyi Ferenc, született Orsits Ferenc József (írói álnevei: F. St. George; St. Georges; Zalaegerszeg, 1892. július 24. – Budapest, Józsefváros, 1948. január 1.) magyar író, újságíró, műfordító, százados, a honvédelmi minisztérium elnöki osztályának sajtóelőadója.

## Pályafutása
Orsits Ferenc szabómester és Horváth Eszter fiaként született, 1892. augusztus 7-én keresztelték. 1911-ben Orsits családi nevét Szentgyörgyire változtatta. Az 1910-es években hírlapíróként dolgozott, munkatársa volt Az Ujságnak, a Pesti Naplónak, valamint tíz évig a Pesti Hírlap párizsi tudósítója volt. Az 1930-as évek második felében megjelent kalandregényeiről, kisregényeiről lett ismert. 1918. szeptember 14-én Budapesten, Kőbányán feleségül vette Morva Máriát. Az 1940-es években a magyar honvédelmi minisztériumban dolgozott mint sajtóelőadó. 1945. április 1-jével tartalékos főhadnaggyá léptették elő. Halálát gégerák okozta. A Kerepesi úti temetőben nyugszik (34-16-12). Temetésén Dr. Németh József tábori esperes gyászbeszéde után a Jókai-lepellel letakart koporsónál Simándi Béla búcsúztatta a magyar újságírói társadalom nevében az elhunytat. Veres Péter miniszter képviseletében dr. Papp János ezredes vett részt a temetésen.

## Művei
- Párisi portrék, Légrády, Budapest, 1927, 242 oldal
- F. St. George: A vörös bilincs, Tarka regénytár 15. I/15., 1935, 96 oldal
- Nem vagyok préda, Világvárosi Regények, 161., 1935, 64 oldal
- Reggeltől reggelig, Világvárosi Regények, 171., 1935, 64 oldal
- Tisztító vihar, Világvárosi Regények, 191., 1935, 64 oldal
- Mit tudjátok ti, férfiak!, Világvárosi Regények, 208., 1935, 64 oldal
- Egy csók is lehet kegyetlen, Világvárosi Regények, 217., 1935, 64 oldal
- St. Georges: A dzsungel királynője, Tarka Regénytár 64. II/38., 1936, 96 oldal
- Feltámad a múlt, Világvárosi Regények, 354., 1936, 64 oldal
- A revolver, Világvárosi Regények, 378., 1937, 64 oldal
- Vera asszony éjszakája, Világvárosi Regények, 395., 1937, 64 oldal
- Tatár Péter felesége, Világvárosi Regények, 410., 1937, 64 oldal
- Bosszú mindhalálig, Hellas, Budapest, 1937, 31 oldal
- A cár hadnagya, Friss Újság Színes Regénytára 91., 1938, 78 oldal

## Műfordításai
- Octave Aubry: Három dáma, Pesti Hírlap könyvek 21., 1928, 256 oldal
- Octave Aubry: A császár első szerelme (Le roman dans l' histoire), Pesti Hírlap könyvek 123., 1930, 224 oldal
- Jules Verne: Dél csillaga, Forrás, Bp., 1944

## Rövidebb írásai
- Muzsikaszó, Filmhíradó, 1944. 15. szám, 10. oldal